# IC 3821
IC 3821 је појединачна звијезда у сазвјежђу Береникина коса која се налази на листи објеката дубоког неба у Индекс каталогу.
Деклинација објекта је + 20° 58' 9" а ректасцензија 12h 49m 57,6s.